# Frantz Bülow

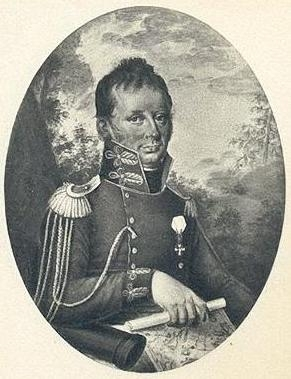
Frantz Bülow, här avbildad någon gång mellan 1809 och 1811.

Frantz Christopher (von) Bülow, född den 25 februari 1769, död den 12 mars 1844, var en dansk militär.
Von Bülow blev sekundlöjtnant 1788, och utnämndes 1791 till kronprinsens, senare kung Fredrik VI:s adjutant och vann dennes ynnest, för vilket han hade att tacka sitt snabba avancemang. Han befordrades 1801 till kapten, överste och kammarherre 1808 och generalmajor 1809. Von Bülow var en skicklig organisatör. Som chef för generalstaben delade han dock med kungen avsvaret för den danska härens dåliga ledning under operationerna 1808–09 och 1813–14. En kraftig folkopinion reste sig mot honom, men han behöll Fredrisk gunst och med åren dennes förtrogne, vars råd kungen gärna hörde och följde även i icke-militära frågor. Von Bülow utnämndes generallöjtnant 1828, och erhöll 1839 generals avsked.